# Deep Vision
Le Deep Vision est un navire de service polyvalent pour les travaux offshore appartenant à une société norvégienne Vestland Offshore et exploité par la société norvégienne DeepOcean. Il est à la fois un navire de ravitaillement offshore et un navire effectuant des travaux de construction ou des opérations d'inspection, d'entretien et de réparation (IMR).

## Caractéristiques
Le pont de travail du navire d'une superficie de 720 m² est conçu pour accueillir 2 400 tonnes de cargaison avec une charge maximale de 10 t/m². Il dispose d'une grue de 60 tonnes de charge.
Il est équipé, dans de deux sous-marins télécommandés (ROV), capables d'effectuer des tâches à des profondeurs allant jusqu'à 3 000 mètres et d'un ROV d'observation
Le déplacement vers le chantier s'effectue à une vitesse maximale de 15 nœuds (vitesse de fonctionnement de 13 nœuds) et la précision de l'installation est assurée par le système de positionnement dynamique DP3. 
Il y a des cabines à bord pour 70 personnes. La livraison du personnel et des marchandises peut être effectuée à l'aide d'un hélipad conçu pour recevoir des hélicoptères de type Super Puma AS332.

### Articles externes
- Deep Vision- Site marinetraffic
- Deep Vision - Site DeepOcean
- Deep Vision - Site Vestland Offshore